# سكودا 1000 إم بي
سكودا 1000 إم بي هي سيارة مدمجة من صناعة سكودا أوتو، ملادا بوليسلاف أنتجت في 1964 وتوقف إنتاجها في 1969.

## معرض صور

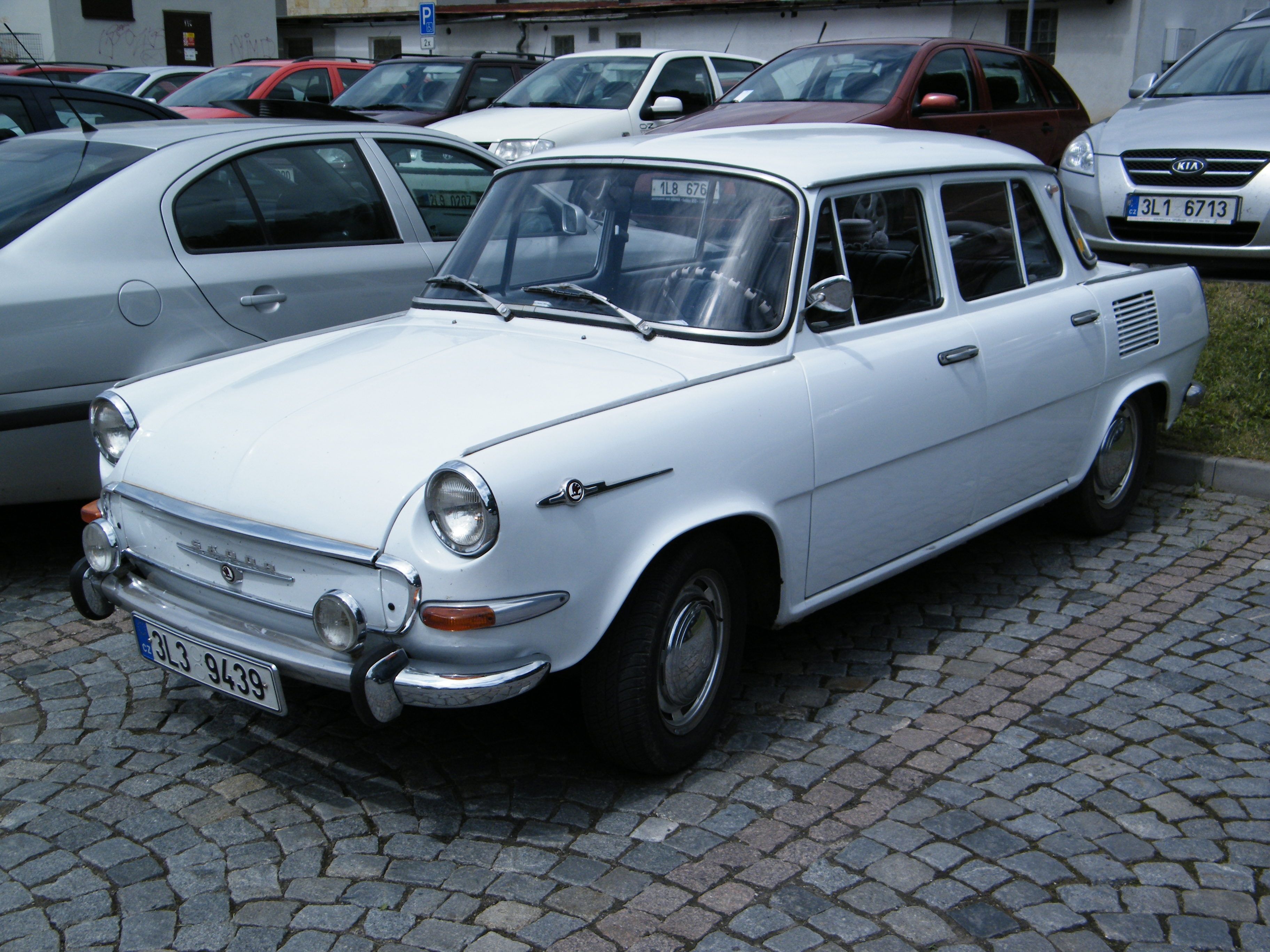
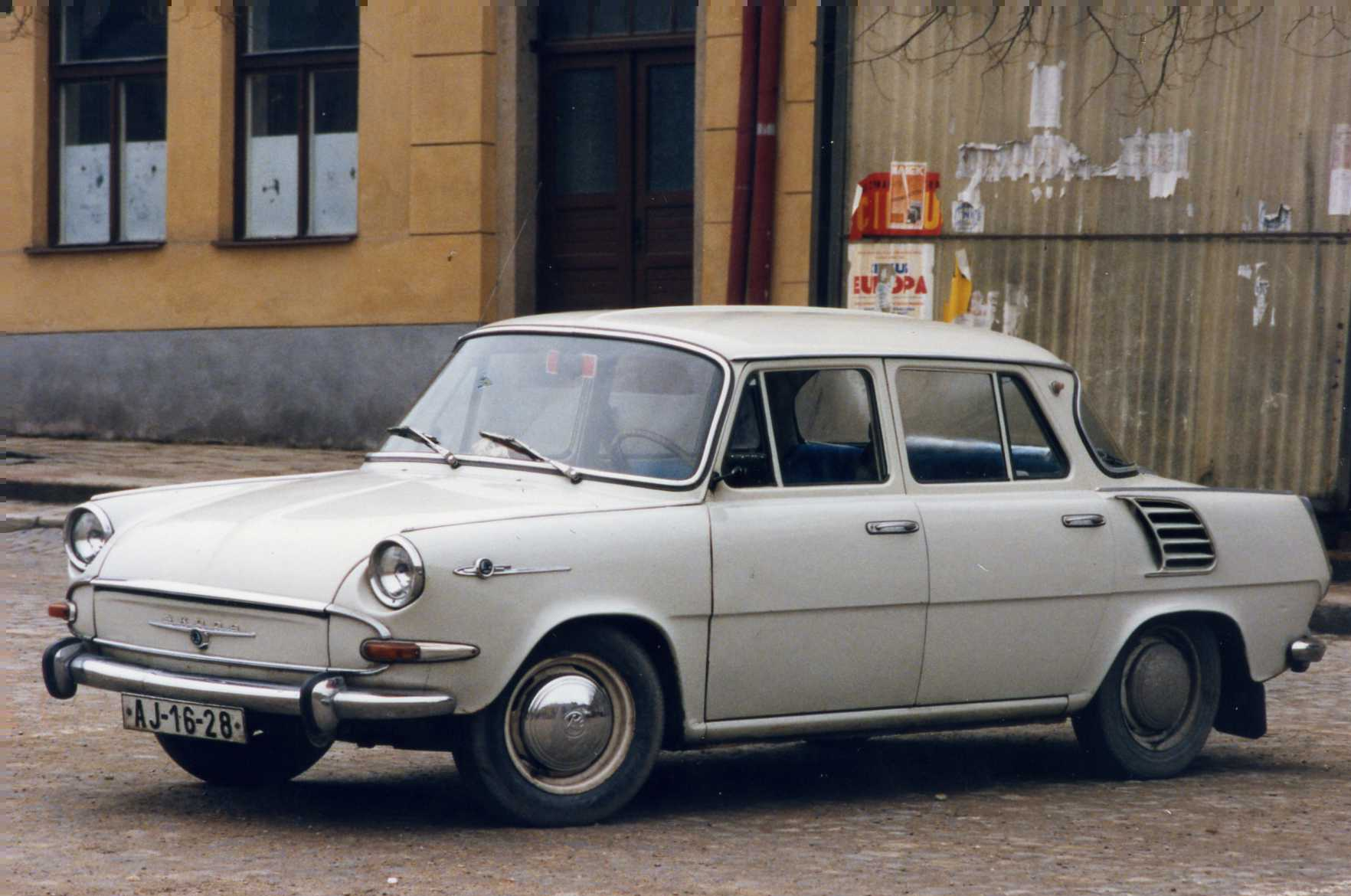
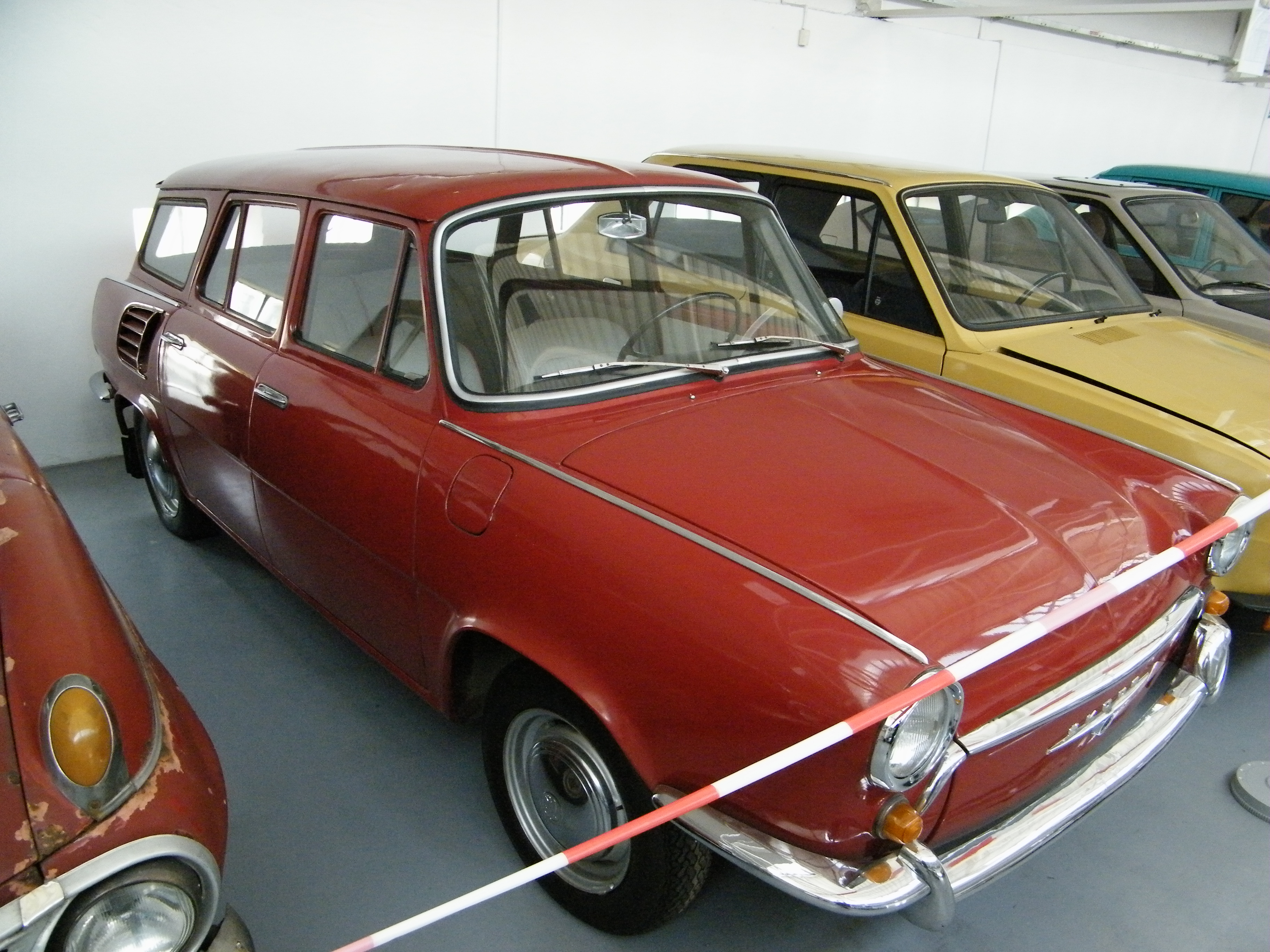
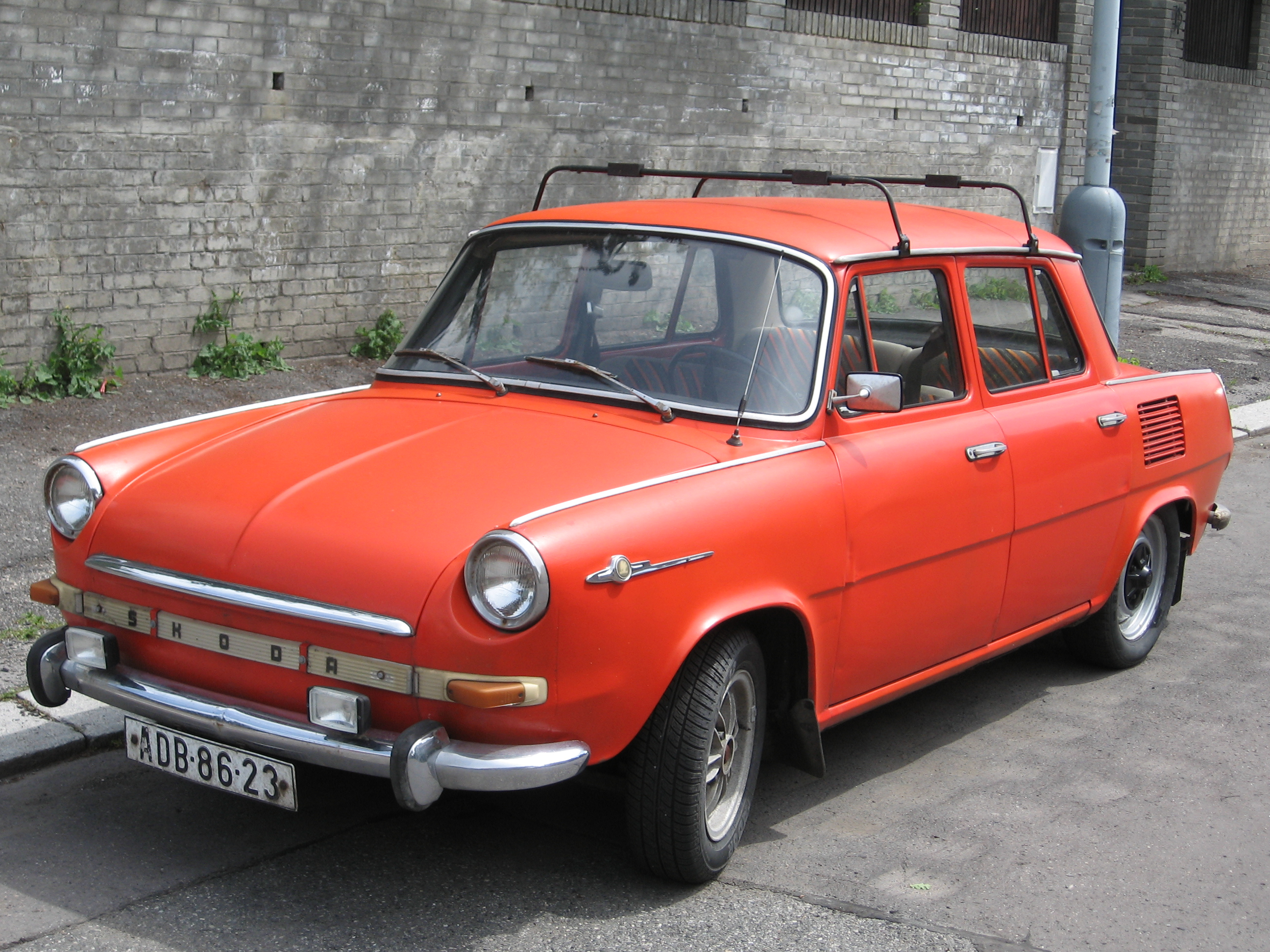
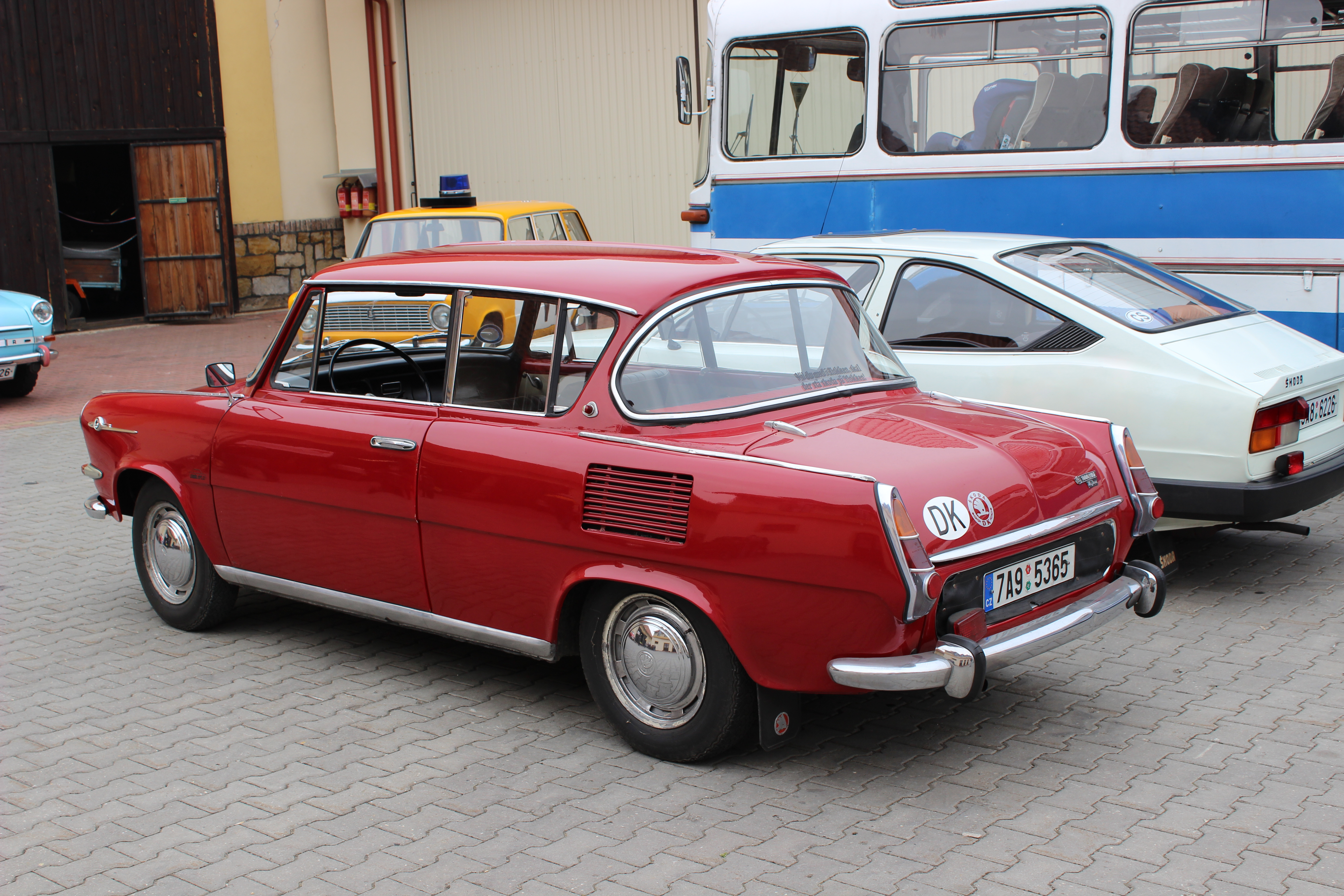